# Franz Haller von Hallerkeö

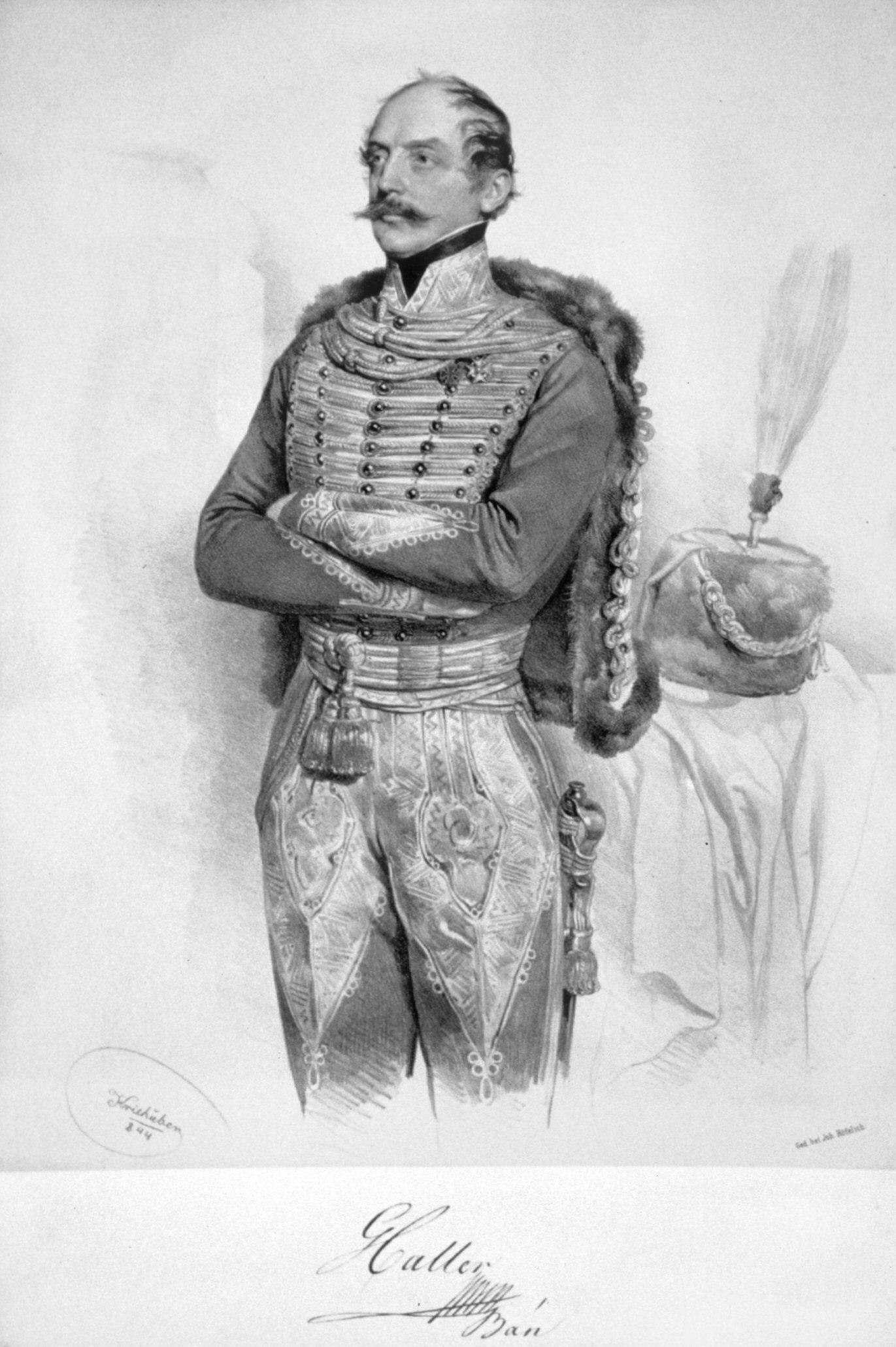
Franz Graf Haller von Hallerskeö, Lithographie von Josef Kriehuber, 1844

Franz Graf Haller von Hallerkeö (* 24. März 1796 in Kerelőszentpál in Siebenbürgen; † 5. März 1875 in Wien) war ein österreichischer General und Ban von Kroatien.

## Biografie
Franz entstammt der ungarisch-siebenbürgischen Linie der Grafen Haller von Hallerstein ("keö" bedeutet ungarisch "Stein") und wurde als Sohn des Grafen Josef aus dessen Ehe mit Therese Gräfin Kohary geboren. Nach einem Studium der Rechtswissenschaften trat er in die Armee ein und wurde nach der Völkerschlacht bei Leipzig auf dem Schlachtfeld zum Offizier ernannt. Mehrere Jahre war er Kämmerer bei Erzherzog Palatin Joseph, dann Oberst eines Husarenregiments und schließlich Oberleutnant bei der königlich ungarischen Leibgarde. 
1841 wurde er zum Banus von Kroatien ernannt. Am 16. Juni 1842 avancierte er zum Generalmajor, wirklichen Geheimrat und Inhaber zweier Grenz-Regimenter. 1845 wurde er auf eigenes Ansuchen hin des Postens als Ban und Obergespan enthoben. Am 21. Juni 1848 rückte er zum Feldmarschallleutnant auf, nahm 1848 und 1849 in dieser Funktion am italienischen Feldzug teil, wurde sodann Kommandant der Festung Peschiera und Inhaber des Husarenregiments Nr. 12. 
Haller war 1856 Stellvertreter von Erzherzog Albrecht als Statthalter von Ungarn. Am 27. November 1859 wurde der Offizier zum General der Kavallerie befördert und schon bald danach, am 19. April 1860 pensioniert. 1861 erfolgte die Ernennung zum Mitglied des Herrenhauses des Reichsrates auf Lebenszeit. Er wurde durch das Komturkreuz des St.-Stephan- und Leopold-Ordens und 1869 mit dem Orden vom Goldenen Vlies ausgezeichnet.

## Wappen

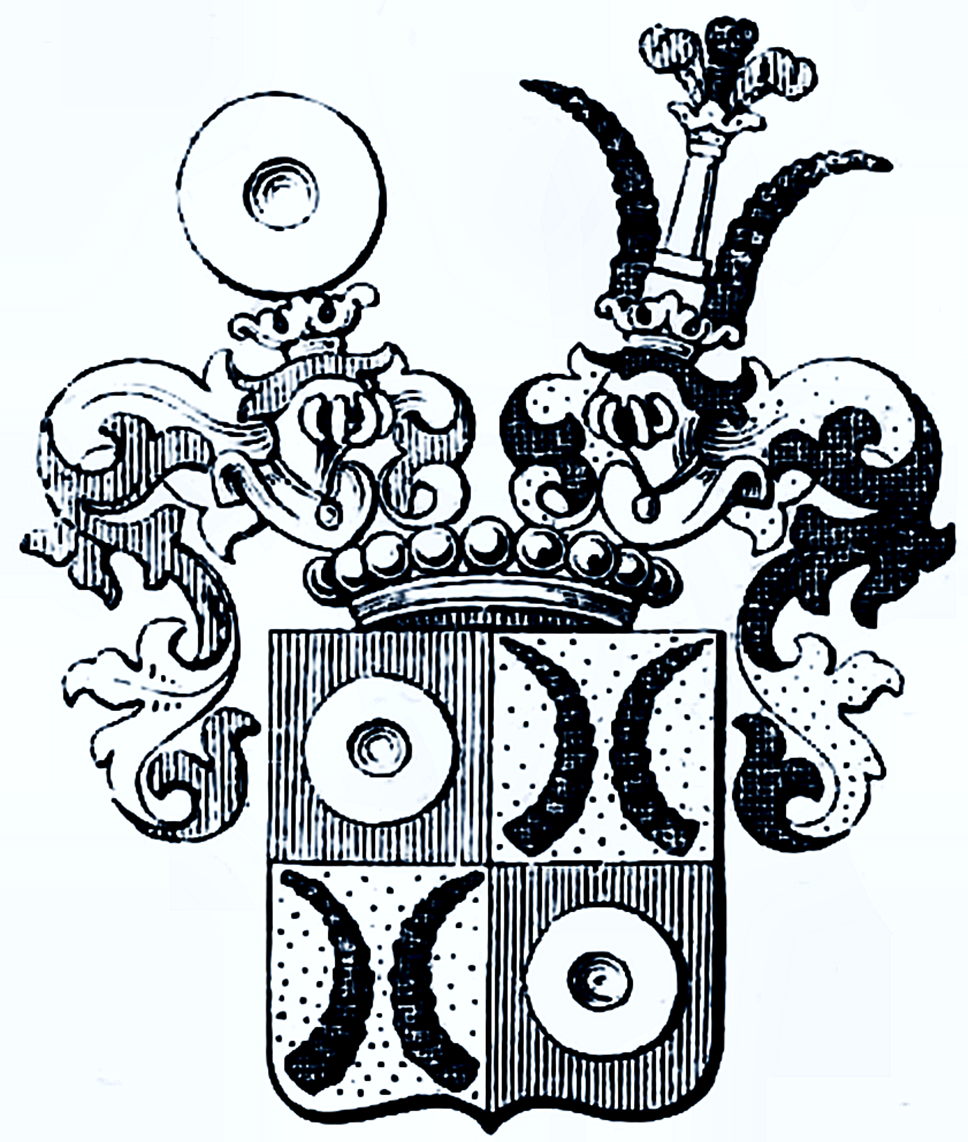
Wappen der Grafen von Haller in Siebenbürgen 1713

1713: Quadrierter Schild; 1 und 4 in Rot ein rundes silbernes Becken. 2 und 3 in Gold zwei der Länge nach nebeneinandergestellte, oben mit den Spitzen auswärts gekrümmte schwarze Steinbockshörner. Auf der Grafenkrone erheben sich zwei gekrönte Helme. Auf dem rechten steht das silberne Becken des 1. und 4. Feldes, auf dem linken eine von den schwarzen Hörnern des 2. und 3. Feldes beseitete, silberne gekrönte Säule, welche mit drei Straußenfedern, rot, schwarz, rot, besteckt ist. Die Helmdecken sind rechts rot und silbern, links schwarz und golden.